# 錫達縣 (愛阿華州)
錫達縣（英語：Cedar County）是美国艾奥瓦州東部的一個縣，面積1,507平方公里。根據2020年美國人口普查，共有人口18,505人。縣治蒂普頓（Tipton）。該縣成立於1837年12月17日，縣名來自錫達河，其所指為當地的北美圆柏。
第三十一任美国总统赫伯特·胡佛出生於本縣的西布蘭奇（West Branch）。